# Sidara
Sidara ist ein Ort im osttimoresischen Suco Hera (Verwaltungsamt Cristo Rei, Gemeinde Dili).

## Geographie

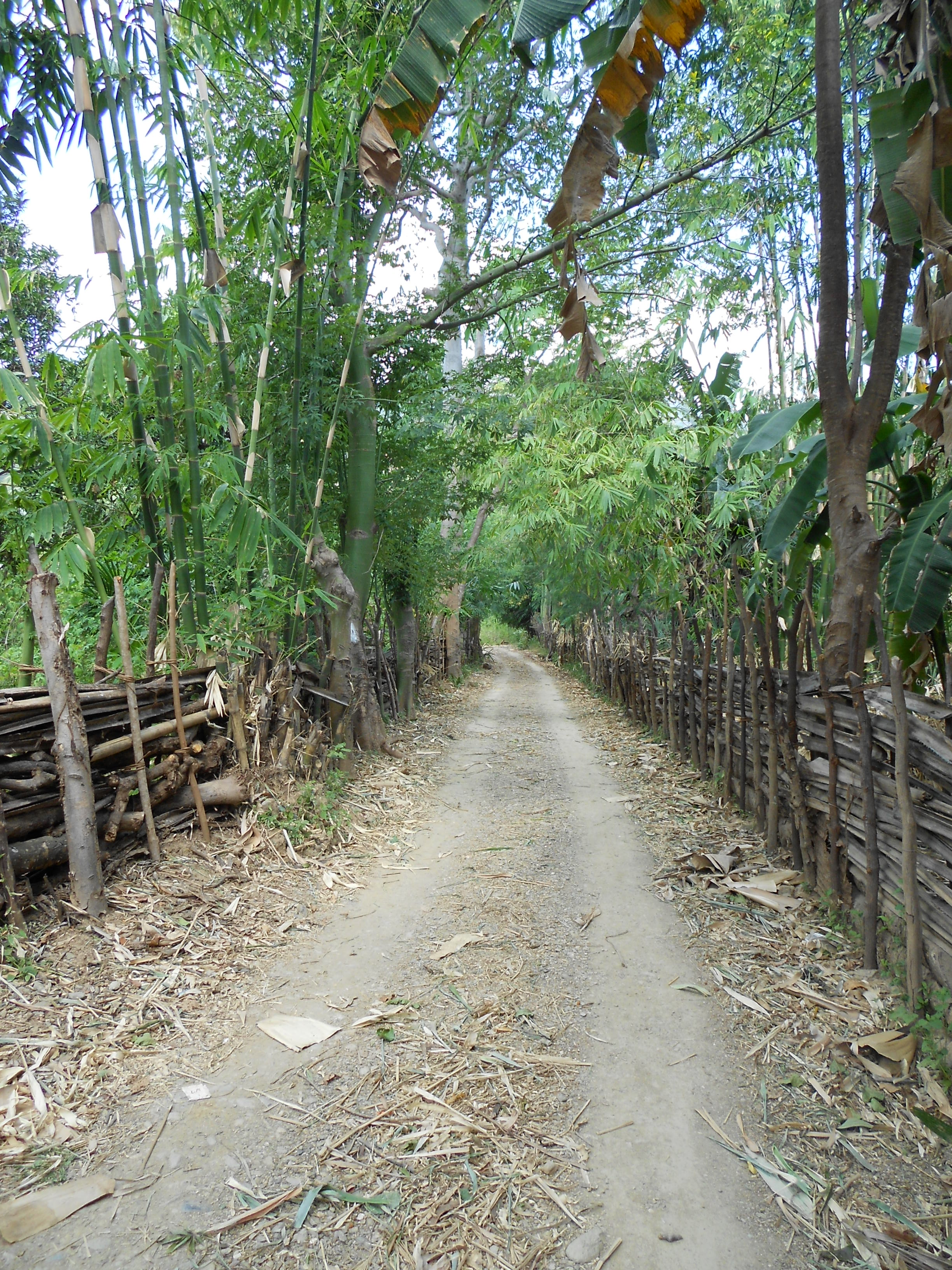
Der Weg durch den Ort

Sidara liegt in der Aldeia Mota Quic im Süden des Sucos im Bergland Cristo Reis. Das Dorf liegt westlich des Flusses Quik, bei einer Furt des meist trockenen Flusses. Über die Furt führt die einzige Straßenverbindung zu dem Ort. Am Ostufer gegenüber liegt das Dorf Caremon. Eine kleine Klinik bietet medizinische Versorgung für die Einwohner Sidaras und der Umgebung. Auch ein Vorschule gibt es.